# Nhung hươu nai

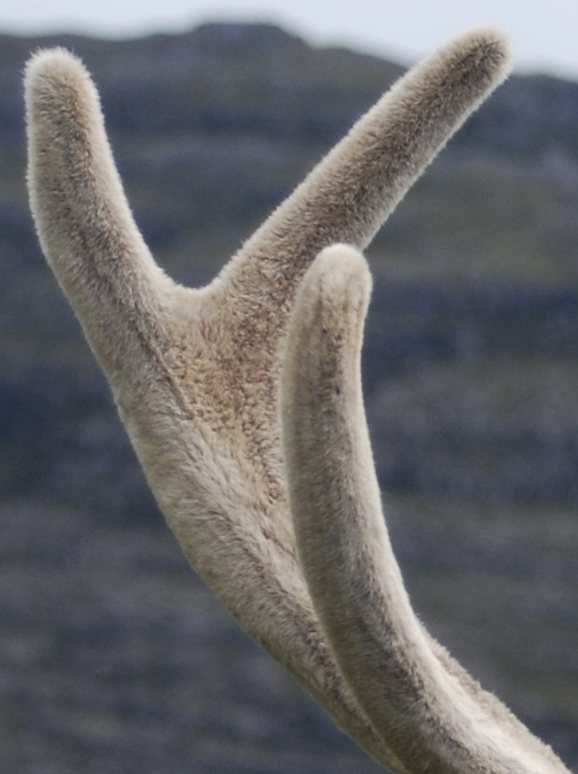
Nhung hươu

Nhung hươu nai hay lộc nhung là sừng của hươu đực hay nai đực. Hàng năm, vào cuối mùa hạ, sừng hươu, nai rụng đi, mùa xuân năm sau mọc lại sừng mới. Sừng mới mọc rất mềm, mặt ngoài phủ đầy lông, sờ vào êm như nhung nên gọi là nhung hươu nai, bên trong chứa nhiều mạch máu. Nhung có thể chưa phân nhánh hoặc có nhánh, còn gọi là nhung yên ngựa (nhung mới bắt đầu phân nhánh, còn ngắn, bên dài bên ngắn). Nhung hươu được coi là 4 thượng dược (sâm, nhung, quế, phụ).

## Công dụng
- Huyết nhung và nhung yên ngựa là quý nhất. Nhung cắt xong cần chế biến ngay, để lâu sẽ thối rữa. Người ta đã phân tích được thành phần hóa học của nhung hươu nai, gồm calci cacbonat, calci phosphas, chất keo, protid, kích tố (testosteron, pentocrin...), amino acid (hơn 17 loại).[1]
- Theo Tây y, nhung hươu giúp tăng sức mạnh cơ bắp, sảng khoái tinh thần, vết thương mau lành, ăn ngủ tốt, lợi niệu và tăng nhu động dạ dày - ruột, chuyển hóa tốt protid và glucid[1]... Liều mạnh gây hạ huyết áp, làm tim co bóp mạnh, đập nhanh, giật cơ, co giật hay đông huyết.
- Theo y học cổ truyền Việt Nam, nhung có tác dụng sinh tinh, bổ tủy, ích huyết; chữa các chứng hư tổn cơ thể, di tinh, liệt dương, vô sinh, bệnh lậu, giúp khỏe gân xương, tăng tuổi thọ... Từ lâu đời, các thầy thuốc Đông y Trung Quốc[1] và Nhật đã dùng nhung như vị thuốc bổ, giúp cơ thể lâu già, chống co giật, chữa ung bướu, thấp khớp.
- Nhung hươu nai tuy bổ nhưng không phải ai cũng dùng được. Những người không được dùng là: người gầy, trong mình nóng, thiếu máu hay mất máu nhưng nhiệt độ cơ thể cao hơn bình thường, viêm phế quản, khạc đờm vàng, sốt, bệnh truyền nhiễm.[1]
- Những người suy thận, cao huyết áp cũng hạn chế dùng, trẻ em khi dùng cần tham khảo ý kiến bác sĩ